# Westlicher Tannenborkenkäfer
Der Westliche Tannenborkenkäfer (Pityokteines spinidens), auch Weißtannenborkenkäfer genannt, ist eine Käferart aus der Gattung Pityokteines in der Familie der Rüsselkäfer (Curculionidae).

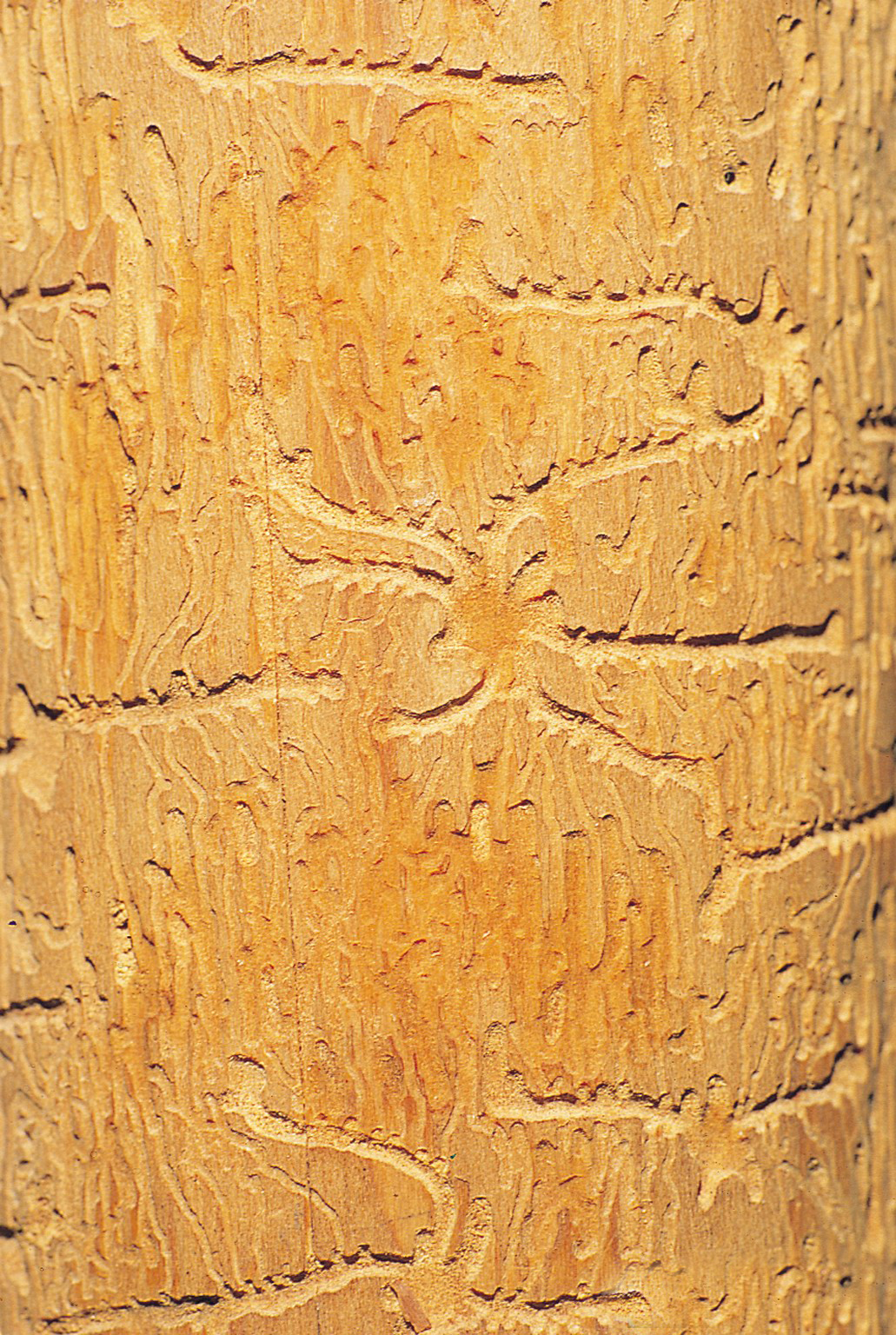
Fraßbild

## Beschreibung
Adulte männliche Käfer werden zwischen 2 und 3 Millimeter lang, während weibliche Käfer 2 bis 2,6 Millimeter lang werden. Der Körper ist zylindrisch geformt und braun gefärbt. Am Hinterleib befinden sich Haare, welche beim Weibchen doppelt so lang sind wie am Vorderkörper. Am Absturz der Elytren befinden sich drei Zähne.

### Ähnliche Art
Sowohl der Käfer als auch das Fraßbild ähneln dem des Krummzähnigen Tannenborkenkäfers (Pityokteines curvidens) mit dem die Art häufig vergesellschaftet ist.

## Verbreitung
Der Westliche Tannenborkenkäfer kommt in Europa überall dort vor wo seine Wirtsbäume anzutreffen sind.

## Lebensweise
Ab April kann man die ersten überwinterten Käfer entdecken. Als Wirtsbäume werden vor allem Tannenarten, insbesondere die Weißtanne (Abies alba), sowie Zedern (Cedrus) und Lärchen (Larix), seltener Fichten (Picea) im Baumholzalter befallen. Man erkennt befallene Bäume an Rindenablösungen, Kronenverfärbungen und Spechttätigkeit. Die Art neigt kaum zu Massenvermehrungen.

## Fortpflanzung
In Tieflagen werden zwei Generationen pro Jahr ausgebildet. Gelegentlich treten Geschwisterbruten auf. Die Weibchen graben zuerst eine kleine Rammelkammer in die Rinde. Von dieser gehen 4 bis 10 Zentimeter lange, bogige Sterngänge aus welche das Splintholz streifen können. Die Einischen sind dicht gestellt. Die Larvengänge sind kurz und stehen schräg oder quer zum Faserverlauf des Rinde. Die Puppenwiegen werden nur im Splintholz angelegt.

## Schadwirkung
Der Westliche Tannenborkenkäfer richtet weniger wirtschaftlich bedeutende Schäden an als der Krummzähnige Tannenborkenkäfer. Bei befallenen Bäumen löst sich die Rinde ab und die Krone verfärbt sich.

## Bekämpfung
Für eine erfolgreiche Bekämpfung ist es notwendig das befallene Bäume frühzeitig erkannt und genutzt oder entrindet werden. Sind die Tiere bereits verpuppt nützt eine Entrindung nicht mehr da sich die Puppen auch im entrindeten Holz entwickeln können.